# Tríos de cuerda, Op. 9 (Beethoven)

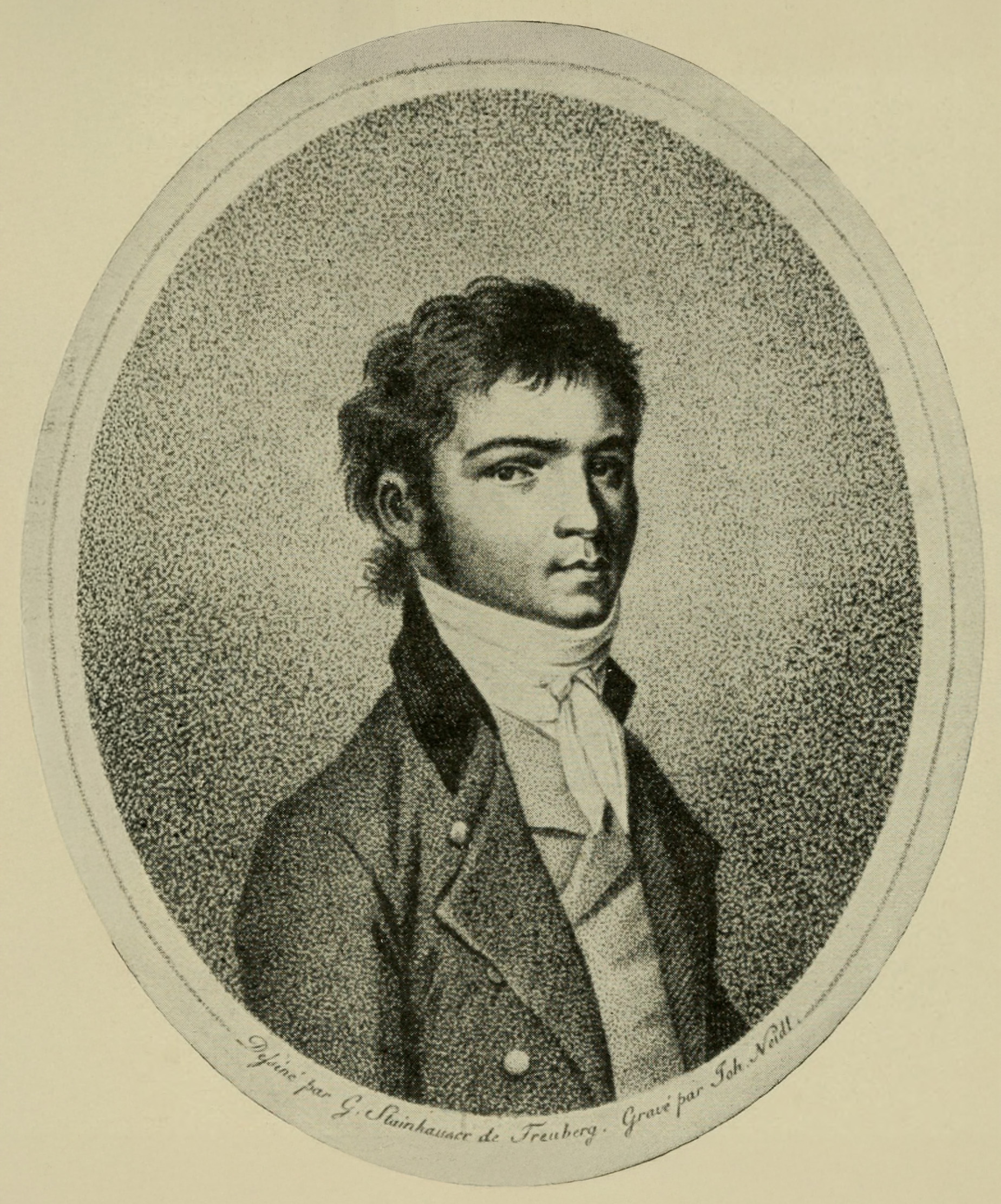
Beethoven en 1796.

Los tres tríos de cuerda, Op. 9 son piezas camerísticas para violín, viola y violonchelo compuestas por Ludwig van Beethoven entre 1797 y 1798. La partitura está dedicada al conde Johann Georg von Browne.

## Historia

### Composición

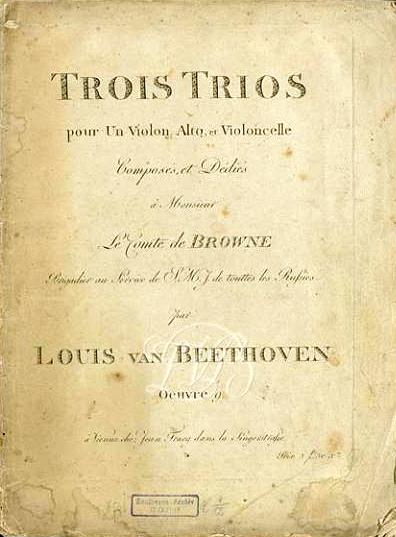
Portada de la primera edición.

La composición de las tres piezas del Op. 9 se desarrolló entre la última mitad de 1797 y principios de 1798. Estos tríos muestran fuertes avances en ideas musicales y conceptuales en comparación con sus otras obras de cámara del mismo periodo. Los primeros intentos de Beethoven en el género del trío de cuerda habían tenido lugar en 1793 o 1794 con el Trío de cuerda Op. 3 publicado en Viena en 1796 con el número de movimientos característico de una serenata o divertimento. Le siguió la Serenata Op. 8 terminada en 1797. Más tarde, se publicaron arreglos hechos por otros compositores de estas dos obras. El arreglo del Op. 3 para trío para piano se editó en 1807 como Op. 64 y el arreglo de la Serenata para piano y viola se publicó como Notturno Op. 42, hecho por otro compositor pero con las correcciones de Beethoven.
Aunque este conjunto de tríos no son de las obras más interpretadas de Beethoven, representó un hito significativo en su desarrollo como compositor. En el momento de la publicación, Beethoven, con 28 años, consideraba que los tríos eran sus mejores composiciones. Los tríos Op. 9 figuran entre las primeras obras de cámara más relevantes de Beethoven. Es muy posible que en esta época Beethoven escribiera en el género de cámara para cuerda buscando poner a prueba sus habilidades en el terreno sinfónico, en el que dudaba un poco debido al dominio de Haydn. Sean cuales sean sus motivos, creó tres obras cuya instrumentación de cámara se adapta perfectamente a su música.
Estas composiciones se pueden entender como una parte de su preparación de cara a la creación de cuartetos de cuerda, que se convirtieron en el principal género dentro de su música de cámara. El musicólogo Gerald Abraham ha comentado que, en términos de su estilo y valor estético, los Tríos de cuerda Op. 9 se sitúan junto a los primeros cuartetos de cuerda de Beethoven que ocuparon el lugar de los tríos en las salas de conciertos. Beethoven no compuso otros tríos después de los primeros cuartetos (Op. 18) que se publicaron en 1801.

### Estreno y publicación

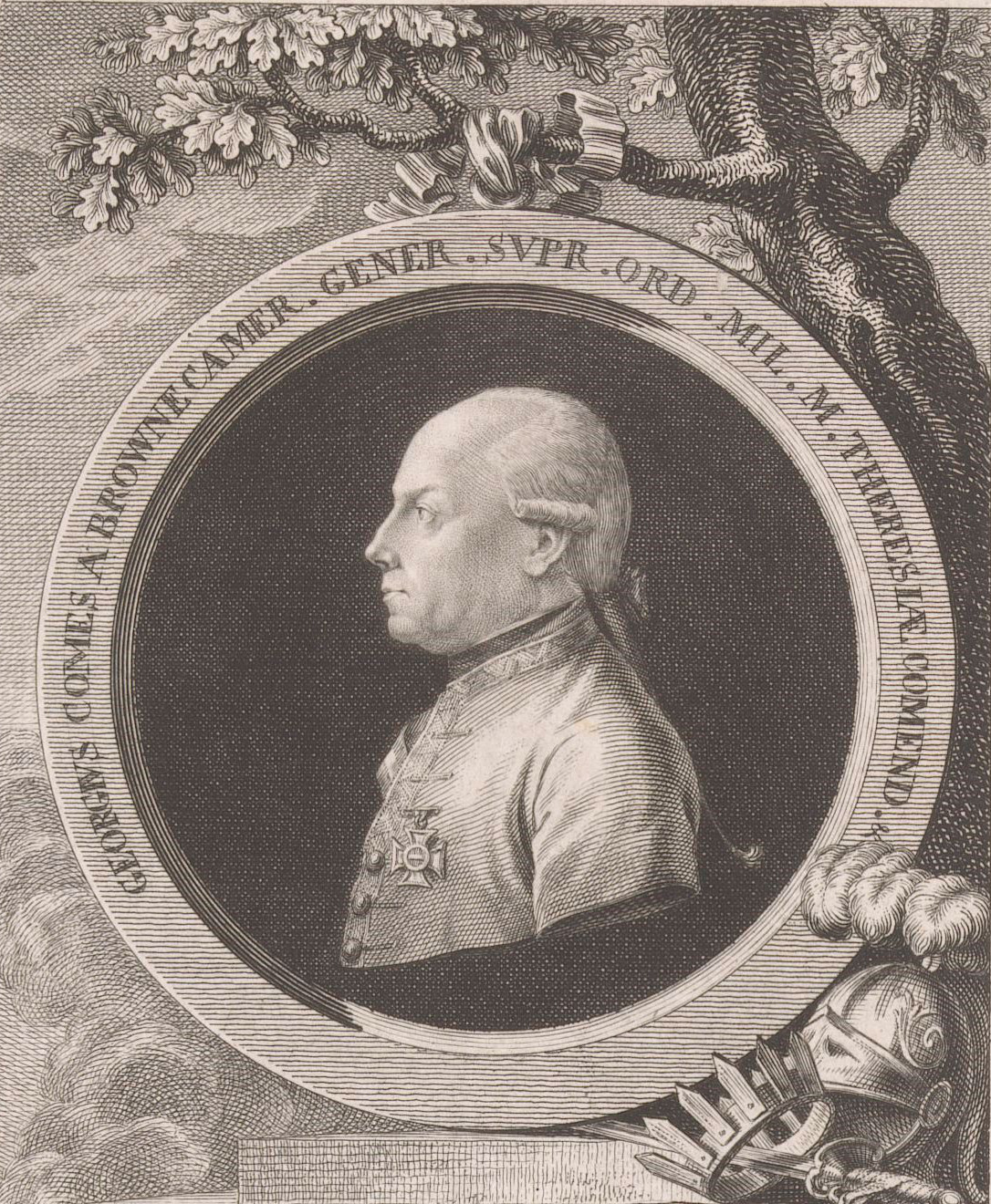
Johann Georg von Browne, dedicatario de las piezas.

La primera publicación de la pieza fue llevada a cabo por el editor Johann Traeg en 1799 en Viena. 
La dedicatoria que figura en la partitura impresa es para Johann Georg von Browne-Camus, mecenas de las artes. Era un conde de ascendencia irlandesa y oficial del ejército imperial ruso bajo el reinado de Catalina II establecido en Viena. Era un hombre de cierta fortuna, riqueza que dilapidó en los años siguientes, lo que le condujo a una crisis nerviosa. Von Browne era encantador a la par que excéntrico, ya que es bien sabido que regaló a Beethoven un caballo en agradecimiento por haberle dedicado a su esposa las Variaciones Wranitzsky para piano WoO 71. El conde fue uno de los suscriptores originales de los Tríos para piano Op. 1. También fue receptor de otras dedicatorias de piezas como la Sonata para piano n.º 11 y las Siete variaciones sobre "Bei Männern welche Liebe fühlen" de La flauta mágica de Mozart, WoO 46. Asimismo le dedicó a su esposa, Anna Margarete von Browne, el Trío de cuerda, Op. 3 y la colección de tres Sonatas para piano Op. 10.
En la dedicatoria de los Tríos de cuerda Op. 9 ofrece "au premier Mécène de sa Muse, la meilleure de ses oeuvres" (al primer mecenas de su Musa, la mejor de sus obras). Tal expresión es indicativa de la estima que Beethoven profesaba hacia su mecenas así como de su opinión sobre el nuevo conjunto de tríos.
Fueron estrenados por el violinista Ignaz Schuppanzigh y dos colegas de su cuarteto de cuerda. Según el violinista y director Angus Watson, estos músicos eran probablemente Franz Weiss a la viola y Nikolaus Kraft o su padre Anton al violonchelo.

## Estructura y análisis
Cada una de las tres piezas consta de cuatro movimientos, como las entonces recientes sinfonías de Haydn. Los tríos Op. 9 figuran entre las primeras obras de cámara más relevantes de Beethoven. Es muy posible que en esta época Beethoven escribiera en el género de cámara para cuerda buscando poner a prueba sus habilidades en el terreno sinfónico, en el que dudaba un poco debido al dominio de Haydn. Sean cuales sean sus motivos, creó tres obras cuya instrumentación de cámara se adapta perfectamente a su música. En la época en que el compositor escribió estos tres tríos, se mostraba un poco reticente a entrar en el terreno de la sinfonía y es muy posible que los viera como un medio para poner a prueba sus ideas, aún en evolución, sobre el desarrollo, la estructura y otros elementos asociados a la forma sonata-allegro.
Los primeros movimientos están en forma sonata, sugiriendo que Beethoven no tenía la intención de hacer piezas de cámara ligeras. Muestran una mayor complejidad en el material temático, las formas utilizadas y la sonoridad de los instrumentos del trío. La oleada rítmica característica del compositor está presente en los tres.
Ferdinand Ries realizó una transcripción para trío de piano de las tres composiciones.

## Trío de cuerda n.º 3 en sol mayor, Op. 9 n.º 1
La pieza consta de cuatro movimientos:
- I. Adagio – Allegro con brio, en sol mayor 4
4
- II. Adagio, ma non tanto, e cantabile, en mi mayor 3
4
- III. Scherzo. Allegro, en sol mayor – Trio, en do mayor 3
4
- IV. Presto, en sol mayor 2
2

La interpretación de esta obra dura aproximadamente 28 minutos. El Trío en sol mayor Op. 9 n.º 1 es quizá el más fuerte de los tres; de hecho, el propio Beethoven lo consideraba el mejor. Al igual que en el resto de tríos de este conjunto, Beethoven permite cierta igualdad entre los tres instrumentos de cuerda frotada, bien desplegados en un diálogo al que contribuyen los tres o bien en una conjunción más estrecha.

#### I.Adagio – Allegro con brio
El primer movimiento, Adagio – Allegro con brio, está escrito en la tonalidad de sol mayor, en compás de 4/4 y en forma sonata. Se abre con una introducción marcada Adagio, que anuncia una música seria y de grandes contrastes. Cuenta con dos motivos: el primero monumental en fortissimo y el segundo con ambiente de misterio y búsqueda. A continuación el Allegro con brio parece en principio enraizado en el ambiente del Adagio, ya que el violín prosigue con el mismo motivo de cuatro notas aunque a un ritmo mucho más vivo. Este motivo, en apariencia insignificante, reaparece jugando un rol fundamental tanto en el desarrollo como en la coda. Pronto llega el animado tema principal tocado por el violonchelo en fortissimo y puntuado con sforzandi. Sus zancadas en blancas y negras recuerdan los primeros compases del Adagio. Viene a completar la exposición una segunda melodía, más contenida. Tras la repetición de los materiales principales, éstos se desarrollan para pasar a la recapitulación. La brillante coda final contiene un desarrollo adicional aún más dramático por los doce compases de trémolo de la viola. Beethoven vuelve a aplicar este recurso en su Trío Fantasma Op. 70 n.º 1. y en el finale de su Cuarteto de cuerda Op. 132. En conjunto el ambiente del primer movimiento es tranquilo y poco conflictivo.

#### II.Adagio, ma non tanto e cantabile
El segundo movimiento, Adagio, ma non tanto, e cantabile, está en mi mayor y en compás de 3/4. Mantiene la serenidad general de la obra, aunque en la sección central el tema principal se intensifica un poco. Tras esto el estado de ánimo regresa a su carácter más apacible y el movimiento finaliza en calma. Un elemento esencial es el ritmo de canción de cuna durante la mayor parte de la pieza. Tiene un efecto hipnótico, ya que la hábil manipulación del ritmo por parte de Beethoven crea una atmósfera de ensueño.

#### III.Scherzo. Allegro
El tercer movimiento, Scherzo. Allegro, está en sol mayor, en compás de 3/4 y responde a una forma ternaria modificada con dos tríos contrastantes. Hay dos temas bastante deliciosos en la parte principal del scherzo y un cautivador trío en do mayor. La estructura del movimiento es interesante: tras la repetición de los temas principales, aparece el trío y parece que se va a repetir por completo, pero se desvanece antes de terminar. Vuelve a sonar, ahora en otra tonalidad, pero no llega a repetirse del todo y se detiene. Tras esta pausa cabría esperar un retorno a la sección principal del scherzo, pero el siempre imprevisible Beethoven presenta la sección del trío por cuarta vez y en otra tonalidad. El material principal del scherzo vuelve finalmente para una repetición completa, pero con algunos cambios inteligentes.

#### IV.Presto
El cuarto y último movimiento, Presto, retoma la tonalidad inicial y el ritmo es alla breve. Es un Finale vibrante y colorido. Los anteriores Finales Presto del compositor habían sido rondós pero éste rompe con la norma, adoptando un auténtico esquema de sonata-allegro. Se inicia con un primer tema tocado en staccato en el violín, que contrasta en tonalidad y ambiente con el siguiente material temático. El segundo tema, interpretado por el violín y la viola con acompañamiento de violonchelo, muestra una personalidad claramente distinta ocupa el centro del escenario para ofrecer un asombroso contraste. La música en staccato retorna para completar la exposición. Se repiten los materiales expositivos, tras lo cual viene el desarrollo. Aquí el compositor demuestra su hábil sentido de la escritura para los tres instrumentos, aportando un brillante color e ingenio a la ajetreada atmósfera. La recapitulación desvela más sutilezas en las modificaciones que introduce el compositor. Este admirable movimiento culmina una pieza extraordinaria, que podría considerarse un hito en la música de cámara, como lo fue su Sinfonía n.º 3 en el repertorio sinfónico.

## Trío de cuerda n.º 4 en re mayor, Op. 9 n.º 2
La pieza consta de cuatro movimientos:
- I. Allegretto, en re mayor 2
4
- II. Andante casi allegretto, en re menor 6
8
- III. Menuetto, en re mayor – Allegro, en si menor 3
4
- IV. Rondo. Allegro, en re mayor 2
2

La interpretación de esta obra dura aproximadamente 24 minutos. 

### I.Allegretto
El primer movimiento, Allegretto, está escrito en la tonalidad de re mayor, en compás de 2/4 y en forma sonata con tres temas. Se abre con un tema de excitación creciente interpretado por el violín, pero casi como si se hubiera arrancado la primera página de la partitura o al menos como si se hubieran saltado los primeros compases. Después todos los instrumentos interpretan un segundo tema lírico en forte, manteniendo el ambiente jovial de la música. Es casi como si esta melodía, interpretada con tanto énfasis por todos los instrumentistas, se presentara como el verdadero comienzo de la obra. Un tercer tema, marcado como dolce, de carácter más comedido pero también algo juguetón se presenta para completar la exposición. El desarrollo emplea los tres temas de forma imaginativa y concluye con el violonchelo tocando en su parte más aguda. En este punto un relato sutilmente velado de la melodía inicial se da para lanzar la recapitulación. Se cierra con una jovial y colorida coda.

### II.Andante casi allegretto
El segundo movimiento, Andante casi allegretto, está en la tonalidad inicial y en compás de 6/8. Tras el material introductorio, se escucha una melodía de violín acompañada por arpegios en la viola y notas con puntillo en el violonchelo. Más adelante los papeles se intercambian para que el violonchelo se haga cargo del tema y el violín de las notas con puntillo, mientras que la viola mantiene su patrón de acompañamiento arpegiado. El carácter es más bien lúdico, a pesar de algunos pizzicati ligeramente amenazadores que acompañan al tema principal. Aparece una segunda melodía que mantiene el carácter generalmente más ligero de la música. El material se repite, aunque de forma diferente e imaginativa, y sigue una coda.

### III.Menuetto – Allegro
El tercer movimiento, Menuetto – Allegro, está en re mayor y en compás de 3/4. El menuetto, que es más un scherzo que un minueto, aporta contrastes dinámicos, enmarcando un trío que es en su mayor parte pianissimo. La estructura en dos partes no es inusual, pero el movimiento en su conjunto parece más bien un scherzo, debido a la marca de tempo y al trío de la sección central. La música es deliciosa en su ligereza y atractivo temático, aunque algunos han encontrado el trío a la vez aburrido pero eficazmente atmosférico en su falta de material melódico, sus brumosos elementos rítmicos oscuros y su misteriosa dinámica pianissimo.

### IV.Rondo. Allegro
El cuarto y último movimiento, Rondo. Allegro, retoma la tonalidad inicial, el ritmo es alla breve y sigue la forma rondó. A diferencia del Op. 9 n.º 1 que había incluido un Finale Presto en forma sonata-allegro, el compositor vuelve aquí a la forma rondó con la que había tenido bastante éxito y en la que se sentía cómodo. El tema principal es jovial, bastante sencillo y un tanto soso, al principio cuando el violonchelo lo interpreta tres veces seguidas. A medida que avanza la música este tema adquiere mayor carácter gracias a las armonías de la viola y al desarrollo de los intercambios entre todos los instrumentos. Tras un segundo tema de carácter más lírico, se retoma el material principal. La composición se cierra con el violín entonando el alegre tema inicial.

## Trío de cuerda n.º 5 en do menor, Op. 9 n.º 3
La pieza consta de cuatro movimientos:
- I. Allegro con spirito, en do menor 6
8
- II. Adagio con espressione, en do mayor 4
4
- III. Scherzo. Allegro molto e vivace, en do menor – Trio, en do mayor 6
8
- IV. Finale. Presto, en do menor 2
2

La interpretación de esta obra dura aproximadamente 24 minutos. Este trío comparte la tonalidad de do menor con varias composiciones heroicas del compositor, entre las que se incluyen la Sinfonía n.º 5 y con la más contemporánea Sonata para piano n.º 5, Op. 10 n.º 1. Pero esta es quizá la más poderosa y angustiosa, si no la más grande, de las tres, y desde luego la más oscura e intensa. Algunos escucharán también esta obra como la de mayor alcance sinfónico y la más profunda. Para Keith Anderson es tal vez el más llamativo de un conjunto que es en sí mismo un notable testimonio de la precoz habilidad de Beethoven como compositor en una época en la que aún no había escrito sus primeros cuartetos de cuerda.

### I.Allegro con spirito
El primer movimiento, Allegro con spirito, está escrito en la tonalidad de do menor, en compás de 6/8 y en forma sonata. Comienza aprovechando el intervalo de una segunda aumentada, que se escucha en la figuración descendente del principio, las cuatro primeras notas de la escala menor armónica descendente. Esta apertura al unísono es interpretada por los tres instrumentos y parece establecer un patrón igualitario para los instrumentos, ya que ninguno de los tres tiene un papel dominante en la pieza. Unos acordes en sforzando anuncian el segundo tema en mi bemol mayor, presentado por el violín y repetido por la viola y luego por el violonchelo, con el material temático desarrollado y repetido de forma variada en la recapitulación. El motivo de cuatro notas aparece a lo largo de todo el movimiento, quizás de forma más dramática en el inicio de la sección de desarrollo, donde se escucha en acordes enfáticos. Aquí se desarrolla la temática del movimiento y el ambiente se intensifica. El tema de cuatro notas reaparece como al principio para iniciar la repetición. El desarrollo y la recapitulación se repiten y se cierra con una vigorosa coda.

### II.Adagio con espressione
El segundo movimiento, Adagio con espressione, está escrito en do mayor, en compás de 4/4 y en forma sonata con cambios. Es algo oscuro y melancólico, con elementos de conflicto y duda, sobre todo en la parte central. Comienza suavemente con acordes separados, pero pronto conduce a un contraste dinámico y a una repetición del tema, que primero había sido confiado al violín, por la viola. Aporta de nuevo diálogo entre los instrumentos y siempre una plenitud de textura desmentida por el medio del trío de cuerda. Contiene dos temas, el primero en forma ternaria y de carácter fragmentario. El segundo es sereno y confortable pero teñido de un halo de tristeza. Tal y como se sugiere, la sección central muestra una gran intensidad así como una sensación de lucha y la música parece gritar en algunos pasajes. Los temas resurgen y se desarrollan, el primero se elabora en el desarrollo y para el segundo hay que esperar sorpresivamente hasta la recapitulación. Las texturas de acompañamiento, que envuelven estos desarrollos y a veces los desbordan, no sólo tienen un carácter improvisatorio y decorativo sino que también son profundamente expresivas. La música concluye en calma.

### III.Scherzo. Allegro molto e vivace
El tercer movimiento, Scherzo. Allegro molto e vivace, está en sol mayor y en compás de 6/8. Subyace una forma ternaria convencional de scherzo que enmarca un trío, aunque las sonoridades y el lenguaje son novedosos. Estos lenguajes serán cultivados más adelante por compositores como Robert Schumann y Felix Mendelssohn con atmósferas más impetuosas. El tema principal de las secciones exteriores muestra un carácter inquieto y apresurado, típicamente beethoveniano, aunque con un matiz doloroso. Resulta bastante desconcertante por su dramático uso de las dinámicas, sus inesperados acentos así como su tonalidad inestable. Por el contrario la sección central del trío es reservada y desenfadada. Con sus elegantes danzas en do mayor y sus trompas de caza en mi bemol mayor se escucha como en la lejanía en pianissimo. El material temático se repite. Acaba en una brillante coda cuya dinámica se suaviza gradualmente hasta convertirse en un susurro al final.

### IV.Finale. Presto
El cuarto y último movimiento, Presto, retoma la tonalidad inicial, el ritmo es alla breve y adopta la forma rondó como era tradición en los Finales Presto del compositor. El tema principal es de temperamento impulsivo e inquieto, quizá sugerente de elementos más oscuros. Emplea al principio una figuración de tresillos rítmicamente contrastante. Un segundo tema que mantiene una atmósfera ansiosa y algo incierta. El desarrollo presenta cierto juego en el tratamiento, especialmente del tema principal. Sigue la recapitulación pero con muchos cambios en los materiales anteriores. La obra concluye con una coda cuyo final pianissimo está brillantemente forjado.